# Italia's Got Talent (undicesima edizione)
L'undicesima edizione del talent show Italia's Got Talent, composta da 8 puntate, è andata in onda dal 27 gennaio al 24 marzo 2021. Si tratta della sesta edizione realizzata da Sky, che la trasmette su TV8 in chiaro e in contemporanea su Sky Uno. L'edizione è stata vinta dal mago Stefano Bronzato.
La conduzione del programma è stata affidata per la quinta edizione consecutiva a Lodovica Comello, sostituita in finale da Enrico Papi (che avrebbe già dovuto affiancarla alla conduzione della puntata) dopo essere risultata positiva al COVID-19.

## Trasmissione
La trasmissione del programma, come negli anni precedenti, avviene in contemporanea sui canali TV8 e Sky Uno, oltre che in streaming su Now. La giuria rimane invariata, così come la modifica del format già attuata nella precedente edizione: al termine di ognuna delle 7 puntate di Audizioni i giudici si riuniscono per scegliere il miglior concorrente di puntata che andrà dritto in finale, ad essi si aggiungeranno i 4 che avranno ottenuto il golden buzzer dai giudici e un ultimo scelto dal pubblico, per un totale di 12 finalisti che si sfidano nell'ottava e ultima puntata.
A causa della pandemia di COVID-19, a differenza degli anni precedenti, le Audizioni (così come la finale in diretta) non sono itineranti ma si tengono in un'unica sede, il Teatro 5 di Cinecittà a Roma in presenza di pubblico numerato in studio.

## Audizioni
I casting preparatori del programma si sono svolti interamente online durante l'estate 2020. Le audizioni davanti ai giudici si sono svolte in sede unica dal 25 settembre all' 11 ottobre 2020 al Teatro 5 di Cinecittà a Roma.
In questa sezione sono riportati tutti i concorrenti che hanno superato la fase di Audizioni, ottenendo almeno tre sì.

### Prima puntata
La prima puntata di Audizioni è andata in onda il 27 gennaio 2021. I concorrenti che sono passati in questa prima puntata sono:
| Nome artista              | Genere                                 | Voti |
| ------------------------- | -------------------------------------- | ---- |
| Anna Russo                | Bambina contorsionista                 | 4 sì |
| Christian Stoinev e Percy | Ginnasta e addestratore con cane       | 4 sì |
| Flying Kids               | Crew di bambini                        | 4 sì |
| Fatima Bouhtouch          | Monologhista                           | 4 sì |
| Kateryna Nikiforova       | Giocoliera                             | 4 sì |
| Black Widow               | Ballerine                              |      |
| Marco Bassi               | Pole dancer                            | 4 sì |
| Andrea Masotti            | Pianista che balla con le sopracciglia | 4 sì |
| Matteo Filippini          | Mentalista e musicista                 | 4 sì |
| The Demented Brothers     | Comici                                 | 3 sì |
| Daniela Piron             | Mangiatrice di peperoncini             | 4 sì |

È stato premuto il primo Golden Buzzer di questa edizione: Mara Maionchi ha premiato le ballerine Black Widow.
Il finalista scelto dai giudici è Christian Stoinev, ginnasta e addestratore del suo cane Percy.

### Seconda puntata
La seconda puntata di Audizioni è andata in onda il 3 febbraio 2021. I concorrenti che sono passati in questa seconda puntata sono:
| Nome artista               | Genere                        | Voti |
| -------------------------- | ----------------------------- | ---- |
| Pavel Valla Bertini        | Monociclista                  | 4 sì |
| Miriam Landi               | Comica                        | 4 sì |
| Bello Sisters              | Atlete di mano a mano         | 4 sì |
| MTS Mega Crew              | Crew                          | 4 sì |
| Serena Del Mare            | Anziana ballerina             | 4 sì |
| Duo Paradise               | Acrobati                      | 4 sì |
| Teatro Necessario Genova   | Carcerati monologhisti        | 4 sì |
| Jenny Pavone               | Trapezista comica             | 4 sì |
| Muy Moi Show               | Contorsionista e fachiro      | 4 sì |
| Nikolas Albanese           | Mago                          | 4 sì |
| Michael Emanuel Sagripanti | Batterista e ballerino comico | 4 sì |

Le finaliste scelte dai giudici sono le Bello Sisters, sorelle atlete di mano a mano.

### Terza puntata
La terza puntata di Audizioni è andata in onda il 10 febbraio 2021. I concorrenti che sono passati in questa terza puntata sono:
| Nome artista               | Genere                   | Voti |
| -------------------------- | ------------------------ | ---- |
| Luna Cayres                | Ballerina e acrobata     | 4 sì |
| Federico e Abigail         | Cantanti                 | 4 sì |
| Pierluca Tocco             | Pattinatore              | 4 sì |
| Ezio Pasqualetto           | Sciabolatore             | 3 sì |
| Giustino Carchesio         | Cosplayer                |      |
| The Little Stuff           | Musicisti                | 4 sì |
| Eric e Deborah             | Ballerini                | 4 sì |
| Laura Formenti             | Comica                   | 4 sì |
| Laser Heroes               | Illusionisti informatici | 4 sì |
| Giovanni Raimondo          | Ballerino                | 3 sì |
| Eleonora Di Cocco          | Mentalista               | 4 sì |
| La Cricca delle Drag Queen | Crew con drag queen      | 4 sì |
| Claudio Carneiro           | Comico                   | 4 sì |

È stato premuto il secondo Golden Buzzer di questa edizione: Frank Matano ha premiato il cosplayer Giustino Carchesio.
La finalista scelta dai giudici è la comica Laura Formenti.

### Quarta puntata
La quarta puntata di Audizioni è andata in onda il 17 febbraio 2021. I concorrenti che sono passati in questa quarta puntata sono:
| Nome artista                | Genere                          | Voti |
| --------------------------- | ------------------------------- | ---- |
| Stefano Bronzato            | Mago                            | 4 sì |
| Tim Kriegler                | Acrobata                        | 4 sì |
| Robidone                    | Robot                           | 4 sì |
| Elisaveta e Sergej Trofimov | Bambina cantante e pianista     | 4 sì |
| Giorgia Greco               | Bambina ginnasta con disabilità |      |
| Alex Lofoco                 | Bassista                        | 4 sì |
| Michele La Paglia           | Percussionista                  | 3 sì |
| Nicholas e Noemi            | Ballerini                       | 4 sì |
| Grazia Medri                | Anziana poetessa                | 4 sì |
| Lorenzo Bernardi            | Arciere contorsionista          | 4 sì |
| Claudio Sciara              | Comico                          | 4 sì |
| Hood Brothers 96            | Crew                            | 4 sì |

È stato premuto il terzo Golden Buzzer di questa edizione: Federica Pellegrini ha premiato Giorgia Greco, piccola ginnasta che ha perso una gamba.
Enrico Papi è stato ospite della puntata.
Il finalista scelto dai giudici è il mago Stefano Bronzato.

### Quinta puntata
La quinta puntata di Audizioni è andata in onda il 24 febbraio 2021. I concorrenti che sono passati in questa quinta puntata sono:
| Nome artista           | Genere                                      | Voti |
| ---------------------- | ------------------------------------------- | ---- |
| David Mazzoni          | Cantante lirico                             | 4 sì |
| Casey Pollini          | Bambino che conosce tutti i paesi del mondo | 4 sì |
| Julio, Daniel e Gianna | Acrobati                                    | 4 sì |
| Keet & More            | Band                                        | 4 sì |
| Shot's Bounce Academy  | Crew di bambini                             | 4 sì |
| Claudio "Voice" Sacco  | Cantante e imitatore                        | 4 sì |
| Gianfranco Preverino   | Mago                                        | 4 sì |
| D. D. Six              | Crew                                        | 4 sì |
| Avio Focolari          | Fischiatore                                 | 4 sì |
| Max Angioni            | Comico                                      | 4 sì |
| Desideria Chinzari     | Acrobata e spogliarellista                  | 4 sì |
| Stefano Cavanna        | Narratore teatrale e mago                   | 4 sì |

Il finalista scelto dai giudici è David Mazzoni, cantante lirico.

### Sesta puntata
La sesta puntata di Audizioni è andata in onda il 10 marzo 2021. I concorrenti che sono passati in questa sesta puntata sono:
| Nome artista                  | Genere                       | Voti |
| ----------------------------- | ---------------------------- | ---- |
| Tori Boggs                    | Salta la corda               | 4 sì |
| Francesco Miccoli             | Bambino mago                 | 4 sì |
| Francesco Andriani            | Cantante                     | 4 sì |
| Gymnica Anthea                | Ballerine con sci            | 4 sì |
| Laura Collura                 | Atleta di braccio di ferro   | 4 sì |
| Dress In Black                | Band                         | 4 sì |
| Julot Cousins                 | Acrobata                     | 4 sì |
| Gabriele Pollina              | Musicista                    | 3 sì |
| Massimiliano Aiazzi           | Artigiano                    | 4 sì |
| Ekaterina Shelehova           | Cantante                     | 4 sì |
| Damnedancers                  | Crew                         | 4 sì |
| Amedeo Abbate                 | Comico                       | 4 sì |
| Ottorino Malena e Showtime GP | Anziano atleta ed allenatore | 3 sì |
| Negma Dance Group             | Ballerini                    |      |
| Piero Massimo Macchini        | Monologhista                 | 4 sì |

È stato premuto il quarto Golden Buzzer di questa edizione: Joe Bastianich ha premiato i ballerini del Negma Dance Group.
I finalisti scelti dai giudici sono le Dress In Black, band tutta al femminile.

### Settima puntata
La settima puntata di Audizioni è andata in onda il 17 marzo 2021. I concorrenti che sono passati in questa settima puntata sono:
| Nome artista                      | Genere                          | Voti |
| --------------------------------- | ------------------------------- | ---- |
| Virtual Lab                       | Creatori di esperienze virtuali | 4 sì |
| Stiv Bello                        | Balestriere                     | 4 sì |
| Orchestra Giovanile Sanitansamble | Musicisti                       | 4 sì |
| Martina Storti                    | Pole dancer                     | 4 sì |
| Rebel Bit                         | Cantanti                        | 4 sì |
| Beat Kings                        | Crew                            | 4 sì |
| Francesco Damiano                 | Comico                          | 4 sì |
| Alfina Fresta                     | Cantante lirica disabile        | 4 sì |
| Federica Ercoli                   | Cantante                        | 4 sì |
| Geremia Nencioni Pardini          | Ballerino comico                | 4 sì |
| Warren e Heaven Niemen            | Giocolieri con lazo             | 4 sì |
| Michele Metta                     | Cantante                        | 4 sì |
| Luca Grioni                       | Bambino equilibrista            | 4 sì |
| Claudio e Luciano Risolo          | Chitarristi padre e figlio      | 4 sì |
| Davide Iaconianni                 | Beatboxer                       | 4 sì |
| Milano City Ballet                | Crew                            | 4 sì |
| Gli Harmonici                     | Coro di bambini                 | 4 sì |
| Alessio Dall'Armellina            | Batterista                      | 4 sì |
| Nicolas Montes De Oca             | Ballerino e ginnasta            | 4 sì |
| Ludovica Mannoni                  | Cantante                        | 4 sì |

Enrico Papi è stato ospite della puntata.
La finalista scelta dai giudici è la pole dancer Martina Storti.
Al termine della puntata sono stati annunciati i 4 concorrenti che si contendono l'ultimo posto in Finale ed è il pubblico ad assegnarlo. Il finalista prescelto verrà annunciato direttamente durante la Finale. Di seguito i 4 candidati:
| Nome artista          | Genere          | Esito del Web Vote |
| --------------------- | --------------- | ------------------ |
| Eleonora Di Cocco     | Mentalista      |                    |
| Shot's Bounce Academy | Crew di bambini |                    |
| Avio Focolari         | Fischiatore     |                    |
| Max Angioni           | Comico          |                    |

Il pubblico ha scelto di mandare in Finale il comico Max Angioni.

## Finale
Ecco i 12 finalisti di questa edizione:
| Nome artista              | Genere                          | Voto | Giudice             |
| ------------------------- | ------------------------------- | ---- | ------------------- |
| Black Widow               | Ballerine                       |      | Mara Maionchi       |
| Giustino Carchesio        | Cosplayer                       |      | Frank Matano        |
| Giorgia Greco             | Bambina ginnasta con disabilità |      | Federica Pellegrini |
| Negma Dance Group         | Ballerini di danze indiane      |      | Joe Bastianich      |
| Christian Stoinev e Percy | Ginnasta addestratore con cane  |      | Tutti i giudici     |
| Bello Sisters             | Atlete di mano a mano           |      | Tutti i giudici     |
| Laura Formenti            | Comica                          |      | Tutti i giudici     |
| Stefano Bronzato          | Mago                            |      | Tutti i giudici     |
| David Mazzoni             | Cantante lirico                 |      | Tutti i giudici     |
| Dress In Black            | Band                            |      | Tutti i giudici     |
| Martina Storti            | Pole dancer                     |      | Tutti i giudici     |
| Max Angioni               | Comico                          |      | Spettatori          |

Il clown Onofrio Colucci e il giocoliere Viktor Kee, membri de Le Cirque Top Performers, si sono esibiti in qualità di ospiti aprendo la puntata.
Al termine della puntata, dopo la proclamazione del vincitore, sono state fatte scorrere le percentuali del televoto, da cui è possibile stilare la seguente classifica:
| Posizione | Nome artista              | Genere                          | % voti |
| --------- | ------------------------- | ------------------------------- | ------ |
| 1º        | Stefano Bronzato          | Mago                            | 15,01% |
| 2º        | Max Angioni               | Comico                          | 14,59% |
| 3º        | Black Widow               | Ballerine                       | 14,52% |
| 4º        | Giorgia Greco             | Bambina ginnasta con disabilità | 10,88% |
| 5º        | Martina Storti            | Pole dancer                     | 8,55%  |
| 6º        | David Mazzoni             | Cantante lirico                 | 7,06%  |
| 7º        | Dress In Black            | Band                            | 7,05%  |
| 8º        | Christian Stoinev & Percy | Ginnasta addestratore con cane  | 6,48%  |
| 9º        | Giustino Carchesio        | Cosplayer                       | 6,02%  |
| 10º       | Negma Dance Group         | Ballerini di danze indiane      | 4,17%  |
| 11º       | Laura Formenti            | Comica                          | 2,59%  |
| 12º       | Bello Sisters             | Atlete di mano a mano           | 2,36%  |

Il vincitore dell'undicesima edizione di Italia's Got Talent è quindi il mago Stefano Bronzato; completano il podio al secondo posto il comico Max Angioni e al terzo le Black Widow, ballerine.

## Ascolti
| Puntata | Puntata   | Messa in onda    | TV8            | TV8   | Sky Uno        | Sky Uno | Fonte  | Sky Uno + TV8  | Sky Uno + TV8 |
| Puntata | Puntata   | Messa in onda    | Telespettatori | Share | Telespettatori | Share   | Fonte  | Telespettatori | Share         |
| ------- | --------- | ---------------- | -------------- | ----- | -------------- | ------- | ------ | -------------- | ------------- |
| 1       | Audizioni | 27 gennaio 2021  | 1 186 000      | 5,00% | 301 000        | 1,30%   | [ 3 ]  | 1 487 000      | 6,30%         |
| 2       | Audizioni | 3 febbraio 2021  | 1 215 000      | 5,10% | 299 000        | 1,50%   | [ 4 ]  | 1 514 000      | 6,60%         |
| 3       | Audizioni | 10 febbraio 2021 | 1 372 000      | 5,80% | 326 000        | 1,40%   | [ 5 ]  | 1 698 000      | 7,20%         |
| 4       | Audizioni | 17 febbraio 2021 | 1 506 000      | 6,60% | 274 000        | 1,20%   | [ 6 ]  | 1 780 000      | 7,80%         |
| 5       | Audizioni | 24 febbraio 2021 | 1 318 000      | 5,60% | 298 000        | 1,30%   | [ 7 ]  | 1 616 000      | 6,90%         |
| 6       | Audizioni | 10 marzo 2021    | 1 234 000      | 5,20% | 241 000        | 1,10%   | [ 8 ]  | 1 475 000      | 6,30%         |
| 7       | Audizioni | 17 marzo 2021    | 1 222 000      | 5,10% | 278 000        | 1,20%   | [ 9 ]  | 1 500 000      | 6,30%         |
| 8       | Finale    | 24 marzo 2021    | 1 405 000      | 6,40% | 419 000        | 1,90%   | [ 10 ] | 1 824 000      | 8,30%         |
| Media   | Media     | Media            | 1 307 250      | 5,6%  | 304 500        | 1,36%   |        | 1 611 750      | 6,96%         |

### Puntate speciali
In occasione del 71º Festival di Sanremo, nella serata di mercoledì 3 marzo 2021, TV8 ha trasmesso una puntata contenente alcune delle esibizioni più apprezzate dal pubblico durante le prime 5 puntate del programma.
| Puntata         | Messa in onda | Telespettatori | Share | Fonte  |
| --------------- | ------------- | -------------- | ----- | ------ |
| Special Edition | 3 marzo 2021  | 624 000        | 2,48% | [ 11 ] |